# DKW F102
La DKW F102 è un'autovettura di fascia medio-alta prodotta dalla casa automobilistica tedesca DKW dal 1964 al 1966.

## Storia e profilo

### Genesi e debutto
All'inizio degli anni '60 l'Auto Union, che produceva autovetture e motocicli con il marchio DKW, si trovava in una situazione finanziaria piuttosto precaria nonostante il discreto successo ottenuto fino a quel momento dai suoi modelli. Tale situazione perdurava ormai da diversi anni, ancor prima dell'entrata della Daimler-Benz nel capitale della Casa bavarese. Quest'ultimo evento avrebbe dovuto rimettere in equilibrio il bilancio dell'Auto Union, ma la progettazione dei modelli successivi, troppo votata al risparmio, nonché l'ossessivo attaccamento al motore a due tempi, ormai troppo superato in quegli anni di rinascita economica e di progressiva evoluzione tecnologica, finirono per far apparire la produzione DKW come tecnicamente obsoleta. Per poter essere concorrenziale, la gamma DKW fu venduta a prezzi molto bassi, tanto da consentire margini di guadagno assai ristretti e quindi scarse possibilità economiche per poter investire in tecnologie più moderne.
Per questi motivi anche la progettazione dell'erede dell'Auto Union 1000 nacque e si sviluppò in un contesto analogo: l'unica differenza rispetto agli altri progetti fu la volontà di abbandonare finalmente l'ormai vetusta carrozzeria, frutto di continue evoluzioni di quella del prototipo F9 risalente a poco prima dello scoppio della Seconda Guerra Mondiale. Si voleva realizzare un corpo vettura dalle linee decisamente più in linea con i tempi e soprattutto con struttura del tipo a scocca portante, una soluzione tecnica ormai utilizzata da molti costruttori europei e che si stava rivelando assai più efficace sul piano tecnico. Il progetto si sviluppò a partire appunto dall'inizio del 1960 e fu caratterizzato dai continui tentativi dello staff tecnico Auto Union di proporre schizzi di inedite carrozzerie o altre soluzioni che però non convinsero mai del tutto la dirigenza dell'Auto Union o, più importante ancora, della Daimler-Benz. Quest'ultima auspicava anche l'abbandono del motore a 2 tempi, ma l'esigenza di contenere i costi prese ancora una volta il sopravvento.
Un primo test su strada effettuato dagli ingegneri Auto Union su alcuni prototipi evidenziò come non mai il problema di un eccessivo consumo, ritenuto oltre limiti accettabili dalla potenziale clientela, ma d'altro canto abbastanza tipico dei motori a 2 tempi, specialmente quelli dell'epoca. La presentazione avvenne al Salone di Francoforte 1963 con il nome di F102: la vettura esposta faceva parte di una pre-serie destinata alle foto ufficiali ed ai primi test da parte della stampa specializzata. Fu proprio durante uno di questi test che la cronica falla relativa agli elevati consumi si mostrò in tutta la sua gravità. In compenso furono lodate la carrozzeria dal disegno moderno e la manovrabilità del cambio. Ma ormai non vi fu più tempo per apportare grosse migliorie: la stampa, che da parecchio aveva fiutato qualcosa, stava facendo pressioni sul direttivo Auto Union per avere più informazioni possibile sul nuovo modello. Ritardare ulteriormente avrebbe compromesso la credibilità dell'azienda.
La vettura entrò in produzione nel marzo 1964 con una carrozzeria di tipo berlina a due porte (la quattro porte seguì nel gennaio 1965).

### Design esterno ed interno
Per la prima (e purtroppo unica) volta, l'équipe di designer diretta da Oskar Siebler diedero vita ad una DKW con carrozzeria a tre volumi, moderna ed elegante per gli standard dell'epoca pur non risultando particolarmente innovativa. Il design, di rottura rispetto al modello che sostituiva, fu giudicato all'epoca gradevole specialmente nel frontale, caratterizzato da una griglia cromata con all'estremità i due proiettori tondi, e nella fiancata, semplice e caratterizzata da una nervatura. Nella F102 gli indicatori di direzione vennero spostati sulla sommità del parafango anteriore, in maniera tale da risultare più visibili agli altri automobilisti. Una soluzione estetica semplice e di grande effetto fu la verniciatura bicolore, ottenibile però solo a richiesta: dal sottoporta alla linea di cintura era utilizzata una tinta, mentre i montanti ed il tetto furono verniciati nella seconda tinta. Il disegno della coda, caratterizzato da gruppi ottici rettangolari a sviluppo orizzontale, viene sporcato solo dalla presenza del bocchettone di rifornimento, molto sporgente.
Per quanto riguarda l'abitacolo, esso fu omologato dalla Casa costruttrice per 5 posti, anche se solo in quattro si stava comodi. Il posto guida è caratterizzato dal volante birazza con lo stemma dei quattro anelli in posizione centrale, dove è alloggiato anche il clacson, e da un quadro strumenti di forma ogivale e comprendente tachimetro e contachilometri sulla sinistra, mentre a destra è presente un gruppo di strumenti in un solo quadrante circolare, al cui interno si trovano l'indicatore del livello carburante, il termometro dell'acqua, l'orologio, e due spie per l'olio e per la dinamo. La vettura dispone anche di un impianto di riscaldamento a due velocità. Il bagagliaio ha una capacità di 410 litri, buona anche in rapporto agli standard attuali, ma addirittura migliorabile se in fase di progetto si fosse evitata una soluzione come quella relativa alla ruota di scorta posta in fondo al bagagliaio, vicino alla paratia che divide l'abitacolo dal bagagliaio stesso. Tale decisione, per di più, risultava poco pratica nel caso di forature con il bagagliaio pieno: bisognava svuotare tutto il bagagliaio per accedere alla ruota di scorta!

### Struttura, meccanica e motore
La struttura della F102 era del tipo a scocca portante, anche questa utilizzata per la prima ed unica volta dalla Casa bavarese. Tale soluzione, abbinata oltretutto alla trazione anteriore (una soluzione tecnica che all'inizio degli anni '60 non era ancora stata adottata da moltissimi costruttori), rendevano la F102 decisamente moderna anche sul piano tecnico, se si eccettua l'ostinato impiego del motore a due tempi. Tale motore era un tricilindrico da 1175 cm³ (alesaggio 81 mm, corsa 75 mm), con miscelatore automatico e sistema di lavaggio Schnürle.  La potenza massima era di 60 CV DIN, sufficienti per spingere la vettura ad una velocità massima di 135 km/h. Sempre per le incessanti necessità di contenere i costi, il motore della F102 nacque dalla rialesatura del precedente tricilindrico impiegato sotto il cofano della Auto Union 1000. Tuttavia non mancarono alcune parti riprogettate ad hoc, come ad esempio la testata rilavorata per ottenere camere di combustione dalla forma ottimale. Sul piano del funzionamento e delle prestazioni fornite, il motore della F102 era caratterizzato dal fatto di essere pronto agli alti regimi (ma poco elastico); unico difetto i consumi, elevati alle alte velocità (sopra i 90 km/h). In questo motore, la pompa dell'olio e quella dell'acqua erano integrate in un unico dispositivo. Il motore della F102 era interfacciato con un cambio del tipo manuale a 4 marce, interamente sincronizzato e con dispositivo di ruota libera.
La meccanica telaistica della F102 prevedeva un avantreno a ruote indipendenti con barre di torsione longitudinali, mentre il retrotreno era ad assale rigido con barra di torsione trasversale. Su entrambi gli assi erano presenti una barra stabilizzatrice ed ammortizzatori idraulici telescopici. L'impianto frenante era di tipo misto, vale a dire con dischi all'avantreno e tamburi al retrotreno. I dischi montati sull'avantreno erano montati entrobordo, cioè alle due uscite dei semiassi del differenziale. Lo sterzo era del tipo a cremagliera.

### La carriera commerciale
L'auto non ebbe il successo sperato, per motivi di prezzo (sul mercato italiano costava 1.310.085 L. di listino) e tecnici (il motore a due tempi era passato di moda, inoltre si verificarono problemi di funzionamento al miscelatore e all'accensione). Perciò, dal gennaio 1965 la vettura fu proposta anche con carrozzeria a quattro porte nel tentativo di risollevarne le sorti commerciali, ma tale tentativo fu vano. Tale risultato, sommato ai magri profitti ottenuti anche in passato dalla Auto Union, fece sì che la Daimler-Benz cedesse l'azienda alla Volkswagen nel 1965. La produzione cessò nel 1966, poco dopo la presentazione della sua erede, l'Audi 1700. Quest'ultima fu una vettura derivata strettamente dalla F102, ma equipaggiata da un più convenzionale motore quattro cilindri quattro tempi. La produzione totale della F102 ammontò a 53.036 esemplari, di cui 6.699 con carrozzeria a quattro porte.
La linea della F102 fu ripresa dal carrozziere piemontese Fissore come modello per la realizzazione in Brasile della Vemag Fissore, che tuttavia conservava ancora la classica struttura a telaio separato della Auto Union 1000, della quale riprese anche il motore da 1 litro.

### Le altre F102
Secondo i piani commerciali della Auto Union, la F102 avrebbe dovuto essere proposta anche con carrozzeria giardinetta, tant'è vero che fu realizzato anche un primo prototipo denominato F102 Universal. Purtroppo gli scarsi risultati commerciali portarono alla decisione di non introdurre tale versione in gamma. Tuttavia, come dalla F102 berlina sarebbe derivata la prima Audi del dopoguerra, così anche dalla F102 Universal derivò la versione Kombi della serie F103.
Tredici esemplari delle ultime F102 prodotte furono equipaggiati con un motore sperimentale, un V6 a due tempi da 1280 cm³ realizzato dall'ingegner Hans Müller di Andernach. Tale motore erogava una potenza massima di 83 CV con l'alimentazione affidata a due carburatori. Alcuni di questi esemplari furono equipaggiati con quattro carburatori, per cui la potenza salì a 100 CV, o addirittura a 130 CV se i carburatori diventavano sei.